# Nicolás de Pablo Hernández
Nicolás de Pablo Hernández (Àvila, 25 d'octubre de 1897 - Badajoz, 20 d'agost de 1936) va ser un polític espanyol, diputat a Corts per la província de Badajoz pel PSOE i afusellat a la ciutat de Badajoz per les tropes revoltades el 20 d'agost de 1936, poc després de l'esclat de la Guerra Civil espanyola.

## Biografia
Afiliat des de la seva joventut al Partit Socialista, es va presentar com a candidat a Corts per Badajoz en les eleccions del 14 de novembre de 1933, en una llista en la qual també figuraven Margarita Nelken i Francisco Largo Caballero. A les eleccions generals espanyoles de 1936 va aconseguir l'acta de diputat, en la llista per Badajoz del PSOE encapçalada per Margarita Nelken i integrada en el Front Popular.
Articulista habitual de la publicació Vanguardia Obrera, Nicolás de Pablo era un apassionat orador. De fet, va pronunciar el 14 d'abril de 1936, durant un acte públic, un encès discurs en el Teatre Minayo de Badajoz en el qual instava a “exterminar les dretes”.
Després de l'esclat de la Guerra civil espanyola, De Pablo es va mantenir durant el setge de Badajoz organitzant la resistència del bàndol republicà. Quan la ciutat va caure en mans del bàndol nacional, el 14 d'agost de 1936, i tement la repressió que ja havien estat objecte altres dirigents esquerrans, va fugir juntament amb l'alcalde de la ciutat, Sinforiano Madroñero Madroñero, cap a Portugal, aconseguint travessar la frontera. A Campo Maior van ser localitzats per efectius de seguretat portuguesos, i a causa de la cooperació del règim militar d'António de Oliveira Salazar amb Franco, lliurats a les tropes revoltades, que van afusellar tots dos a Badajoz, sense judici previ, el 20 d'agost, enfront del frontó on actualment es troba l'Institut Zurbarán.